# Meistriliiga (Eishockey) 1995/96
Die Saison 1995/96 war die sechste Spielzeit der Meistriliiga, der höchsten estnischen Eishockeyspielklasse. Meister wurde Kreenholm Narva.

## Modus
In der Hauptrunde absolvierte jede der fünf Mannschaften insgesamt 20 Spiele. Der Erstplatzierte der Hauptrunde wurde Meister. Für einen Sieg erhielt jede Mannschaft zwei Punkte, bei einem Unentschieden gab es ein Punkt und bei einer Niederlage null Punkte.

## Tabelle
Die Mannschaft von Linnameeskond Tartu hatte zunächst für den Spielbetrieb gemeldet, nahm diesen aber nicht auf.
|    | Klub                | Sp | S  | U | N  | Tore   | Punkte |
| -- | ------------------- | -- | -- | - | -- | ------ | ------ |
| 1. | Kreenholm Narva     | 20 | 17 | 1 | 2  | 130:57 | 35     |
| 2. | THK-88 Tallinn      | 20 | 16 | 1 | 3  | 125:58 | 33     |
| 3. | LNSK Narva          | 20 | 9  | 1 | 10 | 101:99 | 19     |
| 4. | JSK Tallinn         | 20 | 5  | 1 | 14 | 78:112 | 11     |
| 5. | Keemik Kohtla-Järve | 20 | 1  | 0 | 19 | 38:146 | 2      |

Sp = Spiele, S = Siege, U = unentschieden, N = Niederlagen

## Statistik
|    | Name                 | Klub            | Tore | Assists | Punkte |
| -- | -------------------- | --------------- | ---- | ------- | ------ |
| 1. | Alexander Šljapnikow | Kreenholm Narva | 21   | 18      | 39     |
| 2. | Igor Averkin         | Kreenholm Narva | 26   | 12      | 38     |
| 3. | Oleg Puzanov         | THK-88          | 21   | 13      | 34     |
| 4. | Anatoli Zaharov      | Kreenholm Narva | 14   | 17      | 31     |
| 5. | Andrei Griškun       | THK-88          | 18   | 12      | 30     |

## Auszeichnungen
Bester Torhüter
Andrus Ahi (THK-88)
Bester Verteidiger
Oleg Trubatschew (THK-88)
Bester Stürmer
Igor Averkin (Kreenholm)